# Realismus (Literatur)

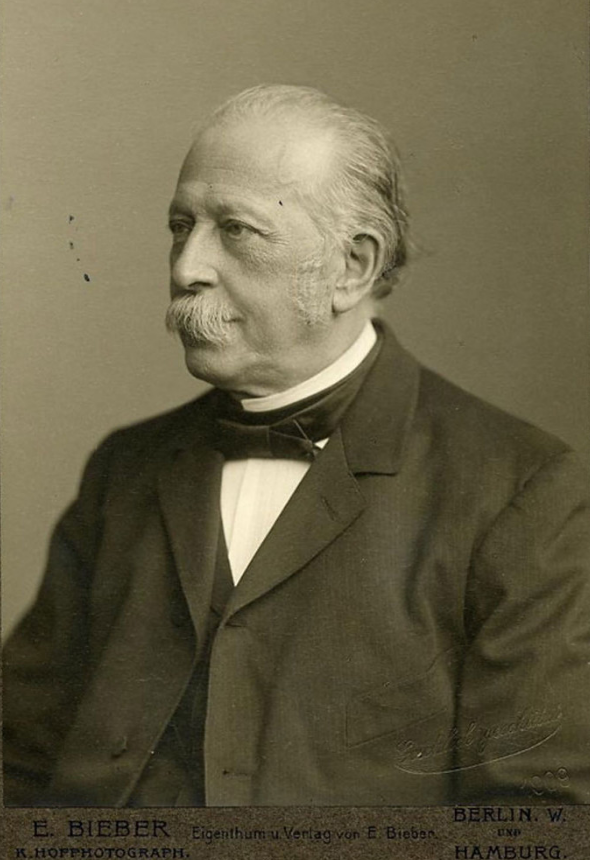
Theodor Fontane, ein Vertreter des Realismus

Im literarischen Realismus will ein Autor die fassbare Welt objektiv darstellen. Neben der Beschreibung der Wirklichkeit versucht er, sie künstlerisch wiederzugeben. Als Erzähler will er dabei nicht erkennbar werden, auch verzichtet er möglichst auf moralische Urteile und eigene Schlussfolgerungen.
Der Ausdruck Realismus kann dreierlei meinen: eine Epoche, einen Stil und eine Norm. Als Epoche der Literatur wird er im Zeitraum zwischen 1848 und 1890 angesiedelt. Die Periode der deutschen Literaturgeschichte zwischen 1850 und 1899 wird auch „bürgerlicher Realismus“ oder „poetischer Realismus“ (so Otto Ludwig) genannt.
Der Epochenbegriff  bezieht sich hauptsächlich auf die englische, russische, französische, deutsche und amerikanische Literatur. Vor allem für den Roman des 19. Jahrhunderts war er bedeutsam. Das Schlagwort réalisme erschien in Bezug auf literarische Werke zuerst 1826 in der Zeitschrift Mercure français.  Im Zusammenhang mit literaturkritischen Diskussionen wird es seit etwa 1833 mit Bezug auf historische und zeitgeschichtliche Romane von Walter Scott, Victor Hugo und Honoré de Balzac verwendet. Weithin bekannt wurde er seit 1855 durch die Ausstellungen der Gemälde Gustave Courbets mit ihren Alltagssujets unter dem Titel Réalisme und durch die programmatisch-antiromantische Aufsatzsammlung von Jules Champfleury mit dem Titel Le réalisme (1857). Hingegen spielt der philosophische Begriff des Realismus, so wie er von Friedrich Schlegel im Sinne einer Synthese von idealistischer Philosophie und realistischer Poesie  oder von Schiller verwendet wurde, in der Literaturtheorie eine untergeordnete, auf Deutschland beschränkte Rolle.
Realismus als Begriff des Stils ist, allgemein als „realistische Darstellung“, vom Epochenbegriff zu unterscheiden. Realismus in diesem Sinne ist in sämtlichen Literaturen aller Epochen enthalten, vorwiegend in den Gattungen Dramatik und Epik. Dies trifft auf die Tragödien des Euripides, die Komödien des Aristophanes, die römischen Satiren, die Novellen und Schwänke des späten Mittelalters und der Renaissance, die Dramen Shakespeares und die barocken Schelmenromane zu. Die frühen Vertreter des  psychologischen Romans, darunter die Madame de La Fayette, Henry Fielding und Samuel Richardson, stellten auch seelische Vorgänge realistisch dar.
Schließlich wurde der Begriff des Realismus auch als Norm verwendet, also im Sinne einer Forderung nach realistischer Darstellungsweise, so vor allem im sozialistischen Realismus.

## Geschichtlicher und philosophischer Hintergrund

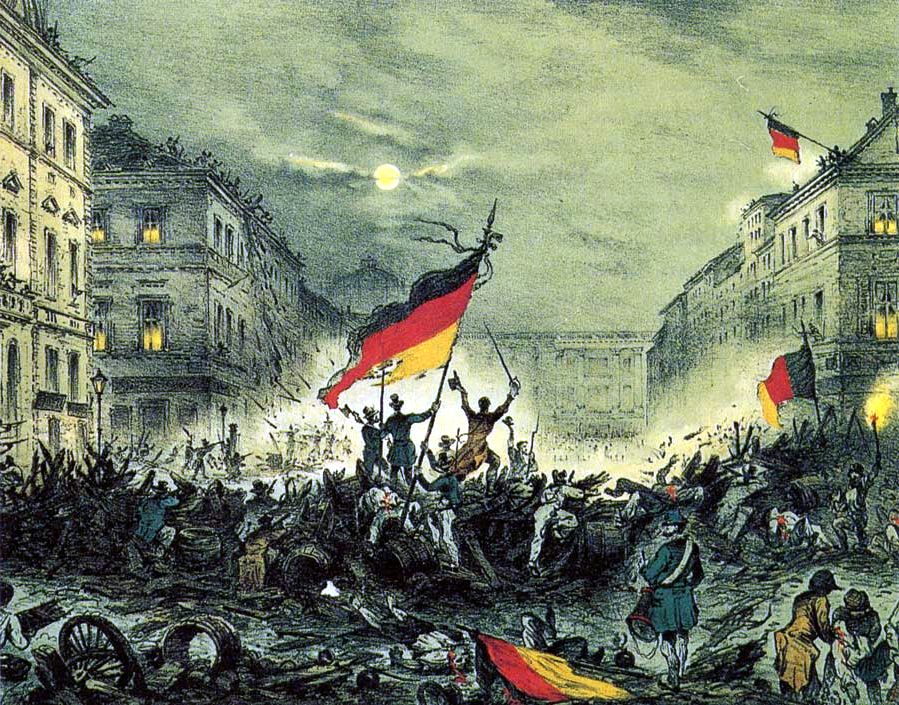
Jubelnde Revolutionäre nach Straßenkämpfen am 19. März 1848 in Berlin

Bis zur Mitte des 19. Jahrhunderts war die Literaturlandschaft in Deutschland geprägt von der Vormärzliteratur. In der Folge der Märzrevolution von 1848 wurden die verschiedenen literarischen Bewegungen jener Zeit einem Wandel unterworfen.
Die Revolution führte zum Rücktritt des Staatskanzlers Metternich, der Ausarbeitung einer deutschen Verfassung und der Lockerung der Zensur und des Spitzelwesens. Letztlich erwies sich die Revolution jedoch als ein „Sturm im Wasserglas“, da die Forderungen des liberalen Bürgertums, das die Revolution hauptsächlich trug, nur ansatzweise erfüllt wurden. Die Ideen von staatlicher Einheit und politischer Freiheit blieben unerfüllt. Der Wandel von der Hoffnung auf eine bessere Zukunft zu einer nüchternen Betrachtung der Gegenwart lässt sich auch im frühen Marxismus erkennen, obwohl Marx als Schüler Hegels vom deutschen Idealismus beeinflusst war. Doch scheiterten die philosophischen und literarischen Versuche, einen moralisch aufgeladenen Idealismus und einen nüchternen Realismus zu versöhnen.

## Literaturwissenschaftlicher Hintergrund

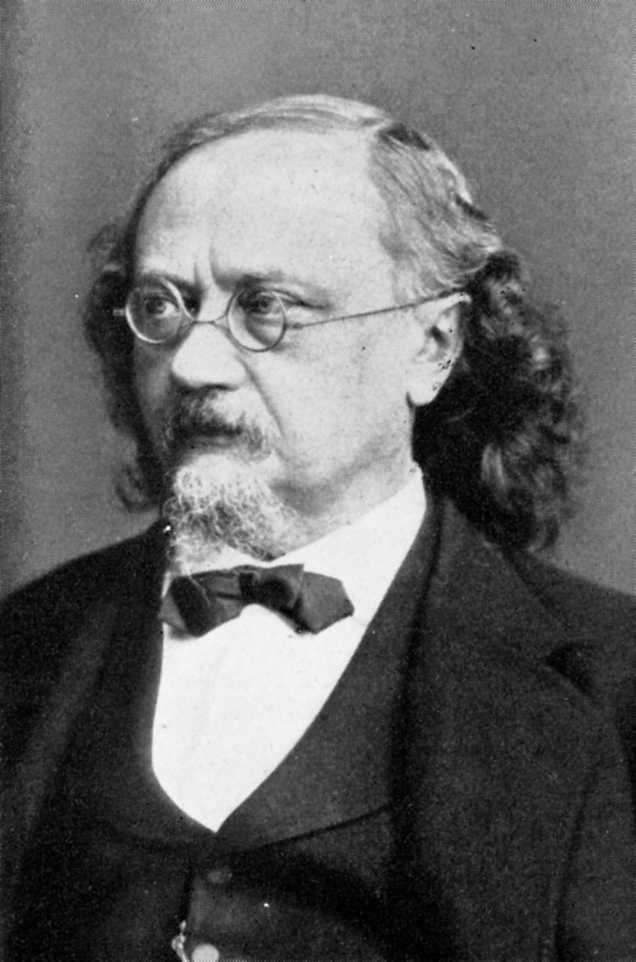
Julian Schmidt

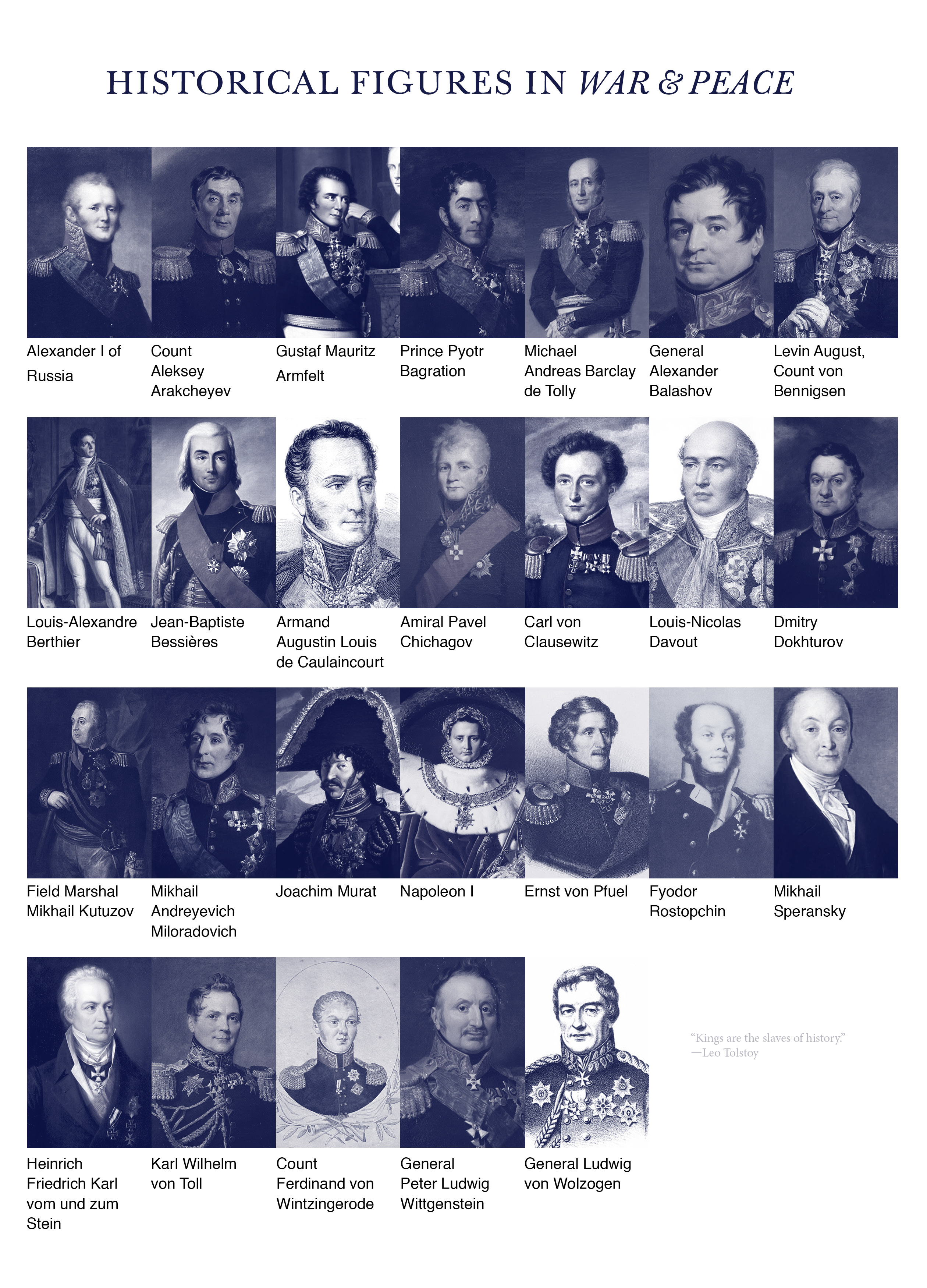
Eine Vielzahl historischer Gestalten erscheint in Leo Tolstois Roman Krieg und Frieden (1863/1869).

### Deutschsprachige Autoren

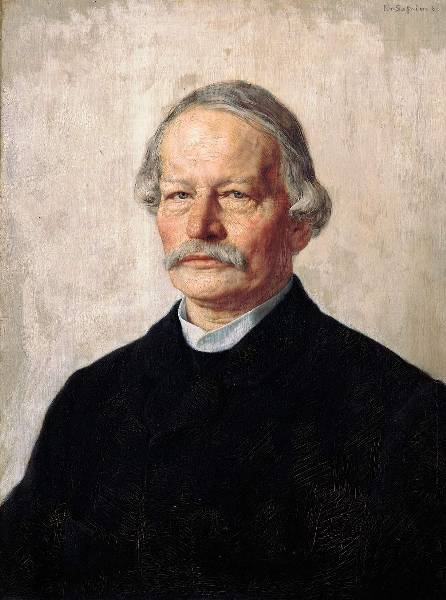
Gustav Freytag

### Jiddischsprachige Autoren

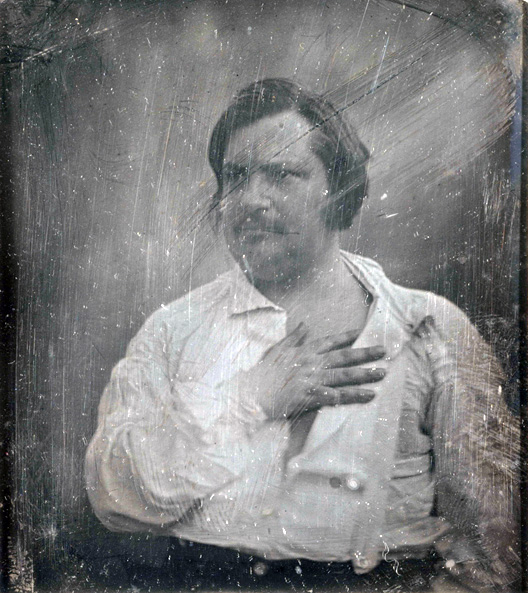
Honoré de Balzac

### Französische Autoren

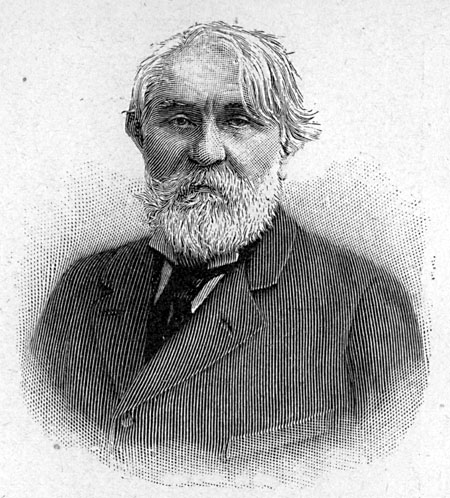
Iwan Turgenew

### Russische Autoren

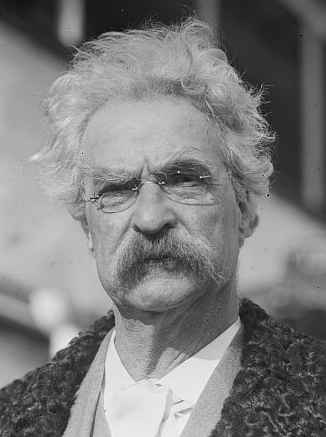
Mark Twain (1909)

### Dänische Autoren

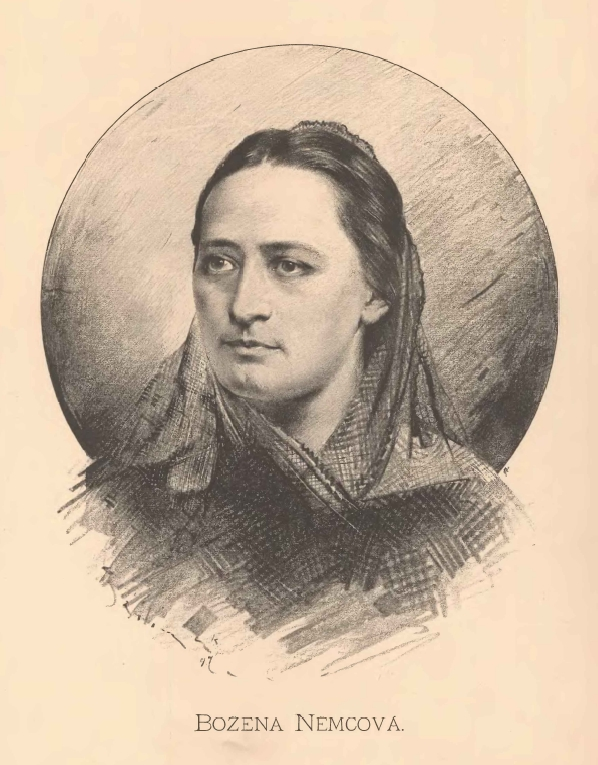
Božena Němcová